# Candida albicans
Candida albicans е вид диморфна гъбичка, която расте като дрожди и хифи. Това е една от малкото видове на род Candida, които причиняват инфекциите кандидоза у човека. C. albicans е отговорна за 50 – 90% от всички случаи на кандидоза при човека. C. albicans може да образува биофилм-колонии на повърхността на имплантируеми медицински устройства. Освен това, вътреболничните инфекции, причинени от C. albicans стават причина за сериозни здравословни проблеми. Около 85 – 95% от вагиналните инфекции всяка година се дължат на инвазия от C. albicans.
C. albicans съжителства в човешката чревната флора и се открива в стомашно-чревния тракт на 40% от здравите възрастни. Тези синантропни организми могат да останат безопасни при имунокомпетентни индивиди при обикновени условия. Свръхрастеж на гъбички води до кандидамикоза (кандидоза), която често се наблюдава при слаби лица, включително ХИВ-инфектирани пациенти. Тя обикновено възниква на мукозните мембрани на устата или влагалището, но може да повлияе редица други региони. Например, по-висока разпространението на колонизация от С. albicans, съобщава млади хора с езиков пиърсинг. За да зарази приемащата тъкан, обикновената едноклетъчна дрождиоподобна форма на C. albicans реагира на сигнали от околната среда и се превръща в инвазивна, многоклетъчна организирана форма, като това явление се нарича диморфизъм. Освен това, с разрастването на инфекцията се наблюдава и суперинфекция, обикновено много устойчиви на противогъбични лекарства или антибиотици. Инфекцията се забавя, ако изходния чувствителен щам замени антибиотично резистентния щам.

## Епидемиология
Кандидоза се среща по целия свят, но най-често се поставя под заплаха на лица със слаб имунитет, с диагноза сериозни заболявания като ХИВ и рак. Кандида се смята за един от най-често срещаните групи от организми, които причиняват вътрешноболнични инфекции. Особено висок риск от лицето пациенти в интензивно отделение (ОИТ), наскоро сте претърпели хирургична операция или трансплантация. Кандида албиканс инфекции е основен източник на гъбична инфекция при тежко болни или пациенти с компрометирана имунна система. Тези пациенти развиват предимно орална кандидоза или млечница, която може да доведе до недохранване и пречат на усвояването на лекарства. части на тялото, които обикновено включват заразеното кожата, гениталиите, гърлото, устната кухина и кръв. Candida още е четвъртата най-често изолирани организма в кръвта инфекция (BSIs). освен това, Кандида албиканс инфекции на притока на кръв са свързани с висока смъртност. Методите за предаване включват от майка на дете по време на бременността, от човек на човек, като най-често се случва в болницата, където пациенти с имунодефицит придобиват инфекцията от здравни работници и има 40% инцидентност. Мъжете могат да се заразят след секс с жена, която вече има вагинална гъбична инфекция. Въпреки че Candida albicans е най-честата причина за кандидемии, се наблюдава намаляване на заболеваемостта и за увеличаване на изолация не albicans видове Candida, който в последните години. Превантивни мерки включват воденето на здравословен начин на живот, включително и правилното хранене, правилното хранене, и внимателно използване на антибиотици.

## Приложение в машиностроенето
Candida albicans се използва в комбинация с въглеродни нанотръбички (CNT) за стабилизиране на електропроводимостта на биоматериали и термочувствителна елементи

## Лечение
Лечението обикновено включва:
- амфотерицин B, echinocandin, или fluconazole за системни инфекции
- Нистатин за инфекции на устната кухина и хранопровода
- Клотримазол за гъбични инфекции кожата и гениталиите[15]